# R. J. Barrett
Rowan Alexander „R. J.“ Barrett Jr. (* 16. Juni 2000 in Toronto, Ontario) ist ein kanadischer Basketballspieler. Der Flügelspieler gehört zum Aufgebot der Toronto Raptors.

## Spielerlaufbahn
Barrett begann in der Jugend des französischen Vereins Jeanne d’Arc Dijon Bourgogne mit dem Basketballsport, während sein Vater Rowan in dem Land als Berufsbasketballspieler beschäftigt war.
Als Schüler spielte Barrett während der siebten und achten Klassenstufe Basketball an der französischsprachigen École secondaire Jeunes sans frontières in Brampton, Im Spieljahr 2014/15 gehörte er zur Mannschaft der St. Marcellinus Secondary School in Mississauga und wechselte im Herbst 2015 in die Vereinigten Staaten an die Montverde Academy (Bundesstaat Florida). Dort entwickelte er sich zu einem der besten Spieler seines Jahrgangs im US-Highschool-Basketball. In mehreren Ranglisten der hoffnungsvollsten Talente seines Jahrgangs wurde Barrett auf dem ersten Platz geführt.
Im November 2017 gab er seine Entscheidung bekannt, zum Spieljahr 2018/19 an die Duke University (US-Bundesstaat North Carolina) zu wechseln. Barrett hatte zuvor Stipendienangebote zahlreicher weiterer Hochschulen erhalten, neben Duke kamen die University of Kentucky sowie die University of Oregon in seine engere Auswahl. Mit Zion Williamson, Cam Reddish und Tre Jones hatten sich im Hinblick auf die Saison 2018/19 weitere hochveranlagte Spieler zum Wechsel an die Duke University entschlossen, um dort unter Startrainer Mike Krzyzewski zu spielen.
In seinem Senior-Spieljahr als Schüler wurde Barrett bei zwei Ehrungen als bester High-School-Spieler der USA ausgezeichnet („Naismith High School Boys' Player of the Year“ sowie „Gatorade U.S. National Boys Player of the Year“), nachdem er für die Mannschaft der Montverde Academy zuvor im Durchschnitt 28,7 Punkte, 8,5 Rebounds, 4,5 Korbvorlagen, zwei Blocks und 1,5 Ballgewinne je Begegnung erzielt hatte. Im März 2018 nahm er am „McDonald’s All-American Game“, einem Auswahlspiel der größten Talente im US-Basketball auf High-School-Ebene des jeweiligen Jahrgangs, teil und erzielte dort 26 Punkte. Im April 2018 kam mit der Auszeichnung als „Mr. Basketball“ eine weitere Ehrung hinzu.
In mehreren Prognosen für das 2019er Draftverfahren der NBA wurde Barrett unter den ersten drei Spielern geführt. Nachdem er in 38 Spielen im Schnitt 22,6 Punkte (gemeinsamer Mannschaftshöchstwert mit Williamson), 7,6 Rebounds sowie 4,3 Korbvorlagen für die Duke University erzielt hatte, gab Barrett im April 2019 seinen Wechsel ins Profilager und seine Anmeldung zum Draft-Verfahren der NBA bekannt. Die New York Knicks sicherten sich im Juni die Rechte am Kanadier, der nach Williamson und Ja Morant als dritter Spieler ausgewählt wurde.
Am 14. Februar 2020 wurde Barrett in seinem Rookie-Jahr als Startspieler für das Team World beim Rising Stars Challenge ausgewählt. Er erzielte 27 Punkte, 6 Rebounds, 5 Korbvorlagen und 3 Ballgewinnen in 23 Minuten und führte damit alle Spieler in den Kategorien Punkte sowie gemeinsam mit Miles Bridges in Ballgewinnen an.
In 297 Hauptrundenspielen erzielte Barrett für New York im Durchschnitt 18,1 Punkte. Kurz vor dem Jahresende 2023 wechselte er im Rahmen eines Spielertausches von New York zu den Toronto Raptors.

## Nationalmannschaft
2015 holte er mit Kanadas U16-Auswahl die Silbermedaille bei der Amerikameisterschaft und verbuchte im Turnierverlauf 14,6 Punkte pro Begegnung, bei der U17-Weltmeisterschaft im Sommer 2016 wurde er mit Kanada Fünfter und war mit 18,4 Punkten pro Spiel bester Korbschütze seiner Mannschaft.
Im Sommer 2017 gewann Barrett mit Kanadas Juniorennationalmannschaft in Kairo die U19-Weltmeisterschaft. Er erreichte während des Turniers Mittelwerte von 21,6 Punkten (Höchstwert aller teilnehmenden Spieler), 8,3 Rebounds, 4,6 Korbvorlagen und 1,7 Ballgewinnen pro Partie und wurde als bester Spieler der WM ausgezeichnet.
Im Juni 2018 wurde Barrett gegen China erstmals in Kanadas Herrennationalmannschaft eingesetzt und kam bei seinem Einstand auf 16 Punkte. Er gewann mit Kanada bei der Weltmeisterschaft 2023 die Bronzemedaille, Barrett erzielte im Turnierverlauf einen Mittelwert von 16,8 Punkten je Begegnung.

## Persönliches
Barretts Vater Rowan spielte von 1992 bis 1996 Basketball an der St. John’s University im US-Bundesstaat New York und anschließend als Profi in Israel, Argentinien, Spanien, Frankreich, Venezuela und Griechenland. 2000 nahm er mit der kanadischen Nationalmannschaft an den Olympischen Sommerspielen sowie 1998 und 2002 an Weltmeisterschaften teil. Nach seiner Spielerlaufbahn wurde er Mitglied des Führungsstabes der kanadischen Basketballnationalmannschaft und Stellvertreter von Manager Steve Nash, R. J. Barretts Patenonkel. Seine Mutter Kesha (Mädchenname: Duhaney) betrieb an der St. John’s University Leichtathletik (Sprint).
Barrett wuchs teils in Frankreich auf, 2008 zog die Familie nach Mississauga in die kanadische Provinz Ontario.
Am 12. März 2024 verstarb sein kleiner Bruder Nathan, wie aus einer Stellungnahme der Familie hervorging. Er spielte wie R.J. als Guard an der Montverde Academy Basketball.

## Auszeichnungen
- Bester Spieler der U19-Weltmeisterschaft 2017
- Bester High-School-Spieler der USA 2018 („Naismith High School Boys' Player of the Year“ und „Gatorade U.S. National Boys Player of the Year“)
- „Mr. Basketball USA“ 2018

## Karriere-Statistiken

### NBA

#### Hauptrunde
| Saison  | Team               | GP  | GS  | MPG  | FG % | 3P % | FT % | RPG | APG | SPG | BPG | PPG  |
| ------- | ------------------ | --- | --- | ---- | ---- | ---- | ---- | --- | --- | --- | --- | ---- |
| 2019–20 | New York           | 56  | 55  | 30.4 | .402 | .320 | .614 | 5.0 | 2.6 | 1.0 | 0.3 | 14.3 |
| 2020–21 | New York           | 72  | 72  | 34.9 | .441 | .401 | .746 | 5.8 | 3.0 | 0.7 | 0.3 | 17.6 |
| 2021–22 | New York           | 70  | 70  | 34.5 | .408 | .342 | .714 | 5.8 | 3.0 | 0.6 | 0.2 | 20.0 |
| 2022–23 | New York           | 73  | 73  | 33.9 | .434 | .310 | .740 | 5.0 | 2.8 | 0.4 | 0.2 | 19.6 |
| 2023–24 | New York / Toronto | 58  | 58  | 31.7 | .495 | .360 | .715 | 5.4 | 3.3 | 0.5 | 0.4 | 20.2 |
| Gesamt  | Gesamt             | 329 | 328 | 33.3 | .435 | .346 | .710 | 5.4 | 2.9 | 0.6 | 0.3 | 18.4 |

### Playoffs
| Saison  | Team     | GP | GS | MPG  | FG % | 3P % | FT % | RPG | APG | SPG | BPG | PPG  |
| ------- | -------- | -- | -- | ---- | ---- | ---- | ---- | --- | --- | --- | --- | ---- |
| 2020–21 | New York | 5  | 5  | 32.4 | .388 | .286 | .800 | 7.2 | 3.0 | 0.8 | 0.4 | 14.4 |
| 2022–23 | New York | 11 | 11 | 34.3 | .433 | .328 | .769 | 4.5 | 2.8 | 0.8 | 0.2 | 19.3 |
| Gesamt  | Gesamt   | 16 | 16 | 33.7 | .420 | .315 | .775 | 5.3 | 2.9 | 0.8 | 0.3 | 17.8 |

### College
| Saison  | Team | GP | GS | MPG  | FG % | 3P % | FT % | RPG | APG | SPG | BPG | PPG  |
| ------- | ---- | -- | -- | ---- | ---- | ---- | ---- | --- | --- | --- | --- | ---- |
| 2018–19 | Duke | 38 | 38 | 35.3 | .454 | .308 | .665 | 7.6 | 4.3 | 0.9 | 0.4 | 22.6 |